# 리그 오브 레전드 월드 챔피언십 2014 지역 대표 선발전
리그 오브 레전드 월드 챔피언십 2014은 6개 지역 16개팀이 출전한다. 상위 5개 지역은 각 지역별 대표 선발전을 통해서 선발하나, 일부 지역은 서킷 포인트 또는 서머 시즌 성적을 통해서도 선발한다. 국제 와일드카드는 2장이 주어진다.

## 지역 선발전

### 대한민국
온게임넷의 챔피언스와 나이스게임TV의 NLB 윈터, 스프링, 서머 시즌 순위에 의한 서킷 포인트 순위로 진출팀을 선발한다. 대한민국은 1티어 지역으로서 1개의 상위 시드와 2개의 중위 시드, 총 3개의 시드가 주어진다. 서킷 포인트 1, 2위는 선발전 없이 진출하고, 3~6위 팀은 챌린지 토너먼트 방식으로 선발전을 치러 나머지 하나의 팀을 선발한다.
- 서킷 포인트 순위

| 순위 | 팀                | 서킷 포인트 | PO순위 | 챔피언십 진출여부  |
| ---- | ----------------- | ----------- | ------ | ------------------ |
| 1위  | 삼성 갤럭시 Blue  | 675         | 직행   | 월드 챔피언십 진출 |
| 2위  | 삼성 갤럭시 White | 525         | 직행   | 월드 챔피언십 진출 |
| 3위  | SK텔레콤 T1 K     | 525         | 2위    | 탈락               |
| 4위  | KT 롤스터 Arrows  | 440         | 3위    | 탈락               |
| 5위  | 나진 White Shield | 375         | 1위    | 월드 챔피언십 진출 |
| 6위  | KT 롤스터 Bullets | 200         | 4위    | 탈락               |

### 중국
리그 오브 레전드 프로 리그 스프링, 서머 시즌 상위권 팀을 대상으로 플레이오프를 진행하여 참가 팀을 선발한다. 중국은 1티어 지역으로서 1개의 상위 시드와 2개의 중위 시드, 총 3개의 시드가 주어진다.

### 북아메리카
리그 오브 레전드 챔피언십 시리즈 북아메리카 서머 시즌 상위권 6개 팀을 대상으로 플레이오프를 실시하여 1, 2, 3위를 선발하여 총 3팀이 진출한다. 북미는 2티어 지역으로서 상위 시드, 중위 시드, 하위 시드 총 3개의 시드가 주어진다.

### 유럽
리그 오브 레전드 챔피언십 시리즈 유럽 서머 시즌 상위권 6개 팀을 대상으로 플레이오프를 실시하여 1, 2, 3위를 선발하여 총 3팀이 진출한다. 유럽은 2티어 지역으로서 상위 시드, 중위 시드, 하위 시드 총 3개의 시드가 주어진다.
- 플레이오프 결과

| 순위 | 팀            | 최종순위 | 챔피언십 진출여부  |
| ---- | ------------- | -------- | ------------------ |
| 1위  | Alliance      | 1위      | 월드 챔피언십 진출 |
| 2위  | Fnatic        | 2위      | 월드 챔피언십 진출 |
| 3위  | Supa Hot Crew | 5위      | 탈락               |
| 4위  | SK Gaming     | 3위      | 월드 챔피언십 진출 |
| 5위  | Millenium     | 6위      | 탈락               |
| 6위  | ROCCAT        | 4위      | 탈락               |

### 동남아시아/대만
동남아시아 및 대만 지역은 3티어 지역으로서 2개의 중위 시드가 주어진다.

## 국제 와일드카드
국제 와일드카드 선발전 진출은 4티어로 구분되어 남아메리카 1시드, 터키/러시아/오세아니아 1시드의 하위 시드 팀을 선발한다.